# Yeşilsırt, Dicle
Yeşilsırt là một xã thuộc huyện Dicle, tỉnh Diyarbakır, Thổ Nhĩ Kỳ. Dân số thời điểm năm 2008 là 1.156 người.